# أبو الوليد بن جهور
أبو الوليد محمد بن جهور (391 هـ - 462 هـ) ثاني حكام طائفة قرطبة في عهد ممالك الطوائف.

## تاريخه
نشأ أبو الوليد محمد بن جهور نشأة دينية، فحفظ القرآن وجوّده على أبي محمد مكي بن أبي طالب المقرئ. كما كان معتنيًا بسماع العلم من الشيوخ وروايته. تولى أبو الوليد حكم طائفة قرطبة بعد وفاة أبيه أبي الحزم بن جهور عام 435 هـ. بويع لحكم قرطبة بعد وفاة والده أبي الحزم بن جهور في المحرم 435 هـ، فأجمع عليه أهل قرطبة، وسيرة بسيرة حسنة كوالده، واعتصم بالحلم والتواضع، والزهد في مظاهر السلطان، كما اشتهر بأنَّه قرَّب إليه المؤرخ ابن حيان والشاعر ابن زيدون. ونجح أبو الوليد بن جهور في السعي للصلح بين المعتضد صاحب إشبيلية والمظفر بن الأفطس صاحب بطليوس في ربيع الأول 443 هـ.
أصيب أبو الوليد في كبره بالشلل، فقدّم على الناس ولده عبد الملك، وأخذ عليهم العهد له، فأساء عبد الملك السيرة، واستبد بالسلطة. ازداد الأمر سوءً بالتنافس بين عبد الملك وأخيه الأكبر عبد الرحمن الذي كان يرى أنه أحق بالولاية من أخيه، فخص أبو الوليد عبد الرحمن بالنظر في أمر الجباية، والإشراف على أهل الخدمة، وفي التوقيع في الصكوك السلطانية، والدخل والخرج وجميع أبواب النفقات؛ وخص عبد الملك بالنظر في شئون الجند، والإشراف على أعطيتهم، وتجريدهم في البعوث وجميع ما يخصهم، وارتضى الأخوان هذا الحل. إلا أنه بعد فترة، غلب عبد الملك على أخيه عبد الرحمن، وسجنه في منزله بعد أن تمكن المرض من أبيه.
في عام 462 هـ، قادت المأمون بن ذي النون صاحب طليطلة أطماعه لمحاولة الاستيلاء على طائفة قرطبة، فاستنجد عبد الملك بن جهور بالمعتمد صاحب إشبيلية، الذي نجح في صد الهجوم، إلا أنه استولى على قرطبة لمصلحته، واعتقل عبد الملك وأخيه عبد الرحمن وأبوهما المقعد في شعبان 462 هـ، وأرسلوا إلى إشبيلية، ومنها إلى جزيرة شلطيش، حيث توفي أبو الوليد بعد أربعين يومًا من سقوط قرطبة.